# 強烈熱帶風暴莫蘭蒂 (2010年)
強烈熱帶風暴莫蘭蒂（英語： Sereve Tropical Storm Meranti；國際編號：1010；JTWC：WP112010）為2010年太平洋颱風季的熱帶氣旋之一。該名稱由馬來西亞提供，莫蘭蒂是高大的樹，木質比較軟，是馬來西亞常用的建築材料。

## 發展歷史
9月6日，一個廣闊雲帶在台北之東南約330公里的海域形成，同日JMA把它升為熱帶低氣壓。初時其結構比較散漫，但由於該地水溫和垂直風切變微弱，能組織成為熱帶氣旋的機會較高。其後該熱帶低氣壓橫過台灣南部後，其暴風圈結構開始變得完整，並受西北太平洋的副熱帶高壓西移的影響而向西南移動，移近南海北部。9月8日早上時份，聯合颱風警報中心才為此升格為熱帶低氣壓，同日晚間更把其升格為熱帶風暴。9月9日早上，此風暴開始轉向北行，令台灣及福建發出颱風警告，日本氣象廳同日將此風暴命名為莫蘭蒂。
其後於日本氣象廳發佈的最佳路徑中，日本氣象廳把莫蘭蒂的強度向上修訂為強烈熱帶風暴，接近中心最高持續風速上調至55節，氣壓下調至985百帕斯卡。

## 影響

### 臺灣
當地發出最高颱風警告：海上陸上颱風警報
- 2010年9月9日

10時中央氣象局發布海上颱風警報。11時30分中央氣象局發布陸上颱風警報。台東縣部份學校本日停班停課；台東縣、高雄縣市、澎湖縣本日晚間停班停課。由於颱風於台東縣造成豪大雨，台東縣大鳥、愛國浦、利稻、嘉蘭四村撤村。另外全台各地刮起強陣風，七級至八級不等，高雄港外一艘聖克里斯多福籍貨輪遭強風影響偏離航道
- 2010年9月10日

中央氣象局於5時30分解除陸上颱風警報、11時30分解除海上颱風警報。本日金門縣上午停止上班上課。

### 香港
雖然熱帶風暴莫蘭蒂並未有令香港天文台發出任何熱帶氣旋信號，但其相關的外圍下沉氣流卻為華南沿岸帶來酷熱無風的天氣。由於華南沿岸地區的陸地被曬熱，令到水汽急劇上升，氣流開始變得很不穩定，令原本在粵東沿岸的觸發的驟雨轉成強烈對流，急速變成最高每小時降雨量逾150毫米的雷雨區，這個廣闊的雨區是下沉氣流引發的對流活動與莫蘭蒂的外圍雨帶結合而成，並各西伸展趨向香港。在晚上9時開始，一道南北走向的強烈雷雨區開始進入新界東南部，其後再橫過香港市區﹑新界南和新界西南部，更影響地區供電，其後雖然雨勢有所減弱，但在9月9日午夜時分，再受莫蘭蒂外圍雨帶影響，天文台於9月9日00:10發出黃色暴雨警告及新界北部水浸特別報告，再於00:40發出紅色暴雨警告，至01:45取消。
在9月10日晚上，莫蘭蒂已經進入華東內陸和減弱，而高溫引發的大量水汽與莫蘭蒂的西南氣流於華南沿岸結合成多個廣闊的強烈性雷雨帶，大氣令到珠江三角洲附近形成了一道低壓槽。在該日晚上8時許，一道東西走向的雷雨帶在廣州和東莞一帶形成，並在晚上9時許南下香港，並為香港再一次帶來頻密暴力雷王和雷雨的天氣。在該日晚上9時至11時，香港境內錄得逾5000多次雲對地閃電。而香港天文台也於晚上10時10分和11時25分發出黃色和紅色暴雨警告信號，直至9月11日凌晨12時40分因強烈雨帶的南下而取消所有暴雨警告信號。

### 中国大陆

#### 福建
當地發出最高颱風警告： 颱風紅色預警信號
9月9日夜晚，強烈熱帶風暴莫蘭蒂穿過台灣海峽，在9月10日3時30分於該省泉州石獅市永寧鎮登陸。登陸時近中心最大風速35米/秒，中心氣壓為975hPa。莫蘭蒂繼續向北進行離開福建移入浙江省。

#### 浙江
當地發出最高颱風警告： 颱風黃色預警信號
莫蘭蒂於9月10日約19時移進浙江省麗水市慶元縣安南鄉，9月10日20時減弱為熱帶低氣壓，11日02時解除颱風藍色預警。

#### 廣東
廣東省氣象台並無發出颱風警告。
地方級最高颱風警告：
- 颱風白色預警信號：惠州

## 熱帶氣旋警告使用記錄

### 臺灣
| 中央氣象局 颱風警報 | 中央氣象局 颱風警報 | 中央氣象局 颱風警報 |
| ------------------- | ------------------- | ------------------- |
| 上一熱帶氣旋        | 海上颱風警報        | 下一熱帶氣旋        |
| 輕度颱風萊羅克      | 海上颱風警報        | 中度颱風凡那比      |
| 輕度颱風萊羅克      | 陸上颱風警報        | 中度颱風凡那比      |

### 中國大陸福建省
| 福建省氣象台 颱風預警信號 | 福建省氣象台 颱風預警信號 | 福建省氣象台 颱風預警信號 |
| ------------------------- | ------------------------- | ------------------------- |
| 上一熱帶氣旋              | 颱風黃色預警信號          | 下一熱帶氣旋              |
| 强熱帶風暴獅子山          | 颱風黃色預警信號          | 超強颱風凡那比            |
| 强熱帶風暴獅子山          | 颱風橙色預警信號          | 未有                      |
| 待查                      | 颱風紅色預警信號          | 未有                      |
| 待查                      | 台风预警信号              | 未有                      |

## 外部連結
- （英文）聯合颱風警報中心首頁 （页面存档备份，存于）
- （日語）日本氣象廳首頁 （页面存档备份，存于）
- （繁體中文）中央氣象局首頁 （页面存档备份，存于）
- （英文）菲律賓大氣地球物理和天文管理局首頁 （页面存档备份，存于）
- （繁體中文）香港天文台首頁 （页面存档备份，存于）
- （繁體中文）澳門地球物理暨氣象局首頁 （页面存档备份，存于）